# 가넷 크레이들
《가넷 크레이들》(일본어: ガーネット・クレイドル,영어: GARNET CRADLE)은 2009년 5월 1일 발매된 오비트의 여성향 게임 브랜드 〈SPICA〉의 첫작. 연애 어드벤처 게임. 카넬리안이 프로듀서를 맡기도 하였다.

## 줄거리
주인공 아마하시 미쿠는 학생회 서기이자 문예부원. 미쿠는 문화제의 메인 이벤트 연극의 각본을 맡게 된다. 각본 제작을 위해 건네받은 원작을 읽는 중 미쿠는 신기한 검은 고양이에게 이끌려 학교 중심에 있는 샘을 통해 아라비아 풍의 이세계(異世界)를 헤매게 된다. 그 나라에는 현실의 학교에서 보았던 학우들이 그 세계의 거주자로 존재하고, 현실 세계와는 다른 '또 하나의 얼굴'을 히로인에게 드러낸다. 그녀는 그것을 꿈이라고 생각했다. 하지만 그 날 뒤로 매일 밤 꾸듯이 되어버린 그 꿈은 왠지 확실한 감촉이 남아있고, 꿈이라고 하기엔 너무나 리얼했다.
그 꿈 속 세계의 이름은 〈미후타후〉. 그녀가 다니는 미후타 학원과 너무나 비슷한 이름의 세계였다. 나라를 통치하는 왕이 사라지고, 왕과 함께 〈미후타후〉를 유지하고 지키는 무녀도 오랫동안 나타나지 않아 세계는 조용히 쇠퇴하고 있었다. 신성한 샘에서 나타난 그녀는 5명의 왕자 후보 중에서 왕을 선택하여 〈미후타후〉를 구하는 운명을 지닌 신성한 무녀가 된다. 거울처럼 서로 영향을 주고 받으며 같은 시간을 반복하는 현실과 이세계(異世界), 시간 마저 잘라내버린 모형정원에서 반복되는 비극. 그것을 피하기 위해 미쿠는 자신의 손으로 두 세계의 이야기를 다시 바꿔 써 내려간다.

## 등장인물

### 중심인물
아마하시 미쿠
음성 없음.
본작의 주인공. 학생회 서기이자 문예부원.
쾌할하고 약간 어른스러운 분위기를 풍겨 다른사람에게 부탁받는 일이 많다. 본인도 부탁받으면 거절하지 못하는 성격이라 들어주고 말지만 누군가에게 도움받는 일도 잘하지 못하기에 전부 혼자 짊어지고 고생을 사서하는 성격.
미쿠를 좋아하는 남학생도 적지 않지만 본인은 집안 내력으로 인해 남자에 대해 잘 모르고 연애 경험이 없다.
사리야
성우: 타치바나 신노스케
미쿠가 꿈속에서 만나는 청년. 왼쪽 눈이 초록, 오른쪽 눈이 파랑. 눈동자의 좌우 색깔이 다른 오드 아이. 오드 아이를 비롯해 왠지 현실 세계의 검은 고양이와 닮았다.
시라토 소우
성우: 테라시마 타쿠마
히로인과 동급생으로 함께 학교 생활을 하고 있지만 실제로는 두 살 위이다.
미쿠의 숨겨진 출생을 아는 얼마 안되는 인물로 어렸을 때부터 그녀를 지켜야 하는 의무를 가지고 있다. 기본적으로 성실하고 싸움을 좋아하지 않지만 미쿠를 적대시 하는 사람에겐 따끔하나 맛을 보여준다.
테시라가와 토우야
성우: 콘도 타카시
입학한 뒤 한번도 학년 수석을 놓쳐본 적이 없는 수재. 궁도부의 기대주.
원래는 진지한 성격이지만 자신을 둘러싸고 떠받치는 것에 대해서는 반발하고 있다. 당연히 부모님이 정한 결혼 상대자 미쿠에게도 차갑게 대한다.
사이렌지 리히토
성우: 카키하라 테츠야
학생회 전교회장이자 펜싱부 부장. 페미니스트로 모두에게 상냥해 여학생들에게 인기가 많다. 문무양도의 리더로서 남학생들에게도 인기가 많다. 평소에는 상냥한 미소를 보이지만 가끔 차가운 표정을 보이는 일도 있다.
사쿠라자와 키이치로
성우: 히라카와 다이스케
축구부 부장으로 후배들에게 두터운 신망을 받고 있는 성실한 청년. 요리를 잘해 문예부의 다도회에 자신이 직접 만든 과자를 자주 보내준다.

### 주변인물
카가미
성우: 후루사와 토오루
샌들과 백의가 트레이드 마크인 양호실 선생님. 항상 마이페이스로 남의 얘기를 전혀 듣지 않는 것처럼 보이지만 때때로 던져주는 어드바이스는 정확하며 신랄(?)하다. 미쿠에 대해서도 호의적인지 악의적인지 판단하기 힘든 태도를 취하는 경우가 많다.
시라토 츠바키
성우: 유이모토 미치루
시라토 소우의 동생. 외견은 굉장히 조용하고 소극적인 것처럼 보이지만 실제로는 오빠인 소우보다 훨씬 예민하고 과격.
노노세 미사키
성우: 마츠모토 메구미
문예부 부장. 서글서글한 성격이지만 책임감이 강하고 폐부되기 직전이었던 문예부를 어떻게 해서든 유지하기 위해 분주하게 뛰어다니는 등 야무진 면도 있다.
에마
성우: 타나카 료코
미후타후의 궁정 마술사. 성의 인물들에게 절대적인 신임을 얻고 있는듯 그녀의 말에 미쿠는 '전설의 무녀'로서 왕을 선택하는 사명을 받게 된다.
파라샤
성우: 마츠모토 메구미
연령불명의 왕궁 여악사. 밝고 쾌활한 성격. 사리야에게는 엄마처럼, 미쿠에게는 언니처럼 대해준다. "난 무슨 일이있어도 당신 편이야"라며 마치 앞날을 예측이라도 한듯이 미쿠를 서포트해주는 듬직한 인물.
마리코
성우: 타나카 료코
미쿠의 모친. 화끈한 성격의 게이샤. 미쿠에게 하루빨리 남자친구가 생기는 것이 지금의 소원.
사쿠라자와 하루카
성우: 효세이
미후타 학교의 미술 선생님. 화려한 미모와 어딘가 신비한 분위기가 맴돈다. 연애상담을 잘 들어주기 때문에 남·녀 모두에게 인기가 많다.
숲의 마도사
성우: 야스무라 마코토
자칭 '상냥하고 멋진 나이스 가이 마도사' . 미후타후 궁전 근처의 〈후루슈 쟈리드〉라는 꺼림칙한 숲에 살고 있다.

## GARNET CRADLE The Ark of Phantasm
가넷 크레이들 디 아크 오브 팬타즘은 서퍼즈 파라다이스에서 SPICA와 제휴하여 가넷 크레이들의 세계관을 모티브로 만든 소셜 네트워크 게임이다. 2009년 가을 공개 예정

### 스탭
- 일러스트·캐릭터 디자인 : 카넬리안
- 메인 시나리오: 카타기리 유마

## GARNET CRADLE sugary sparkle
가넷 크레이들의 팬 디스크, 2009년 겨울 발매.

### 제품정보
- 제작: SPICA
- 장르: ADV
- 대응 OS: Windows98SE/Me/2000/XP/Vista
- 등급: 전연령
- 원화: 쿠모야 유키오
- 시나리오: 카타기리 유마
- 음악: Elements Garden